# جراب (جورب)

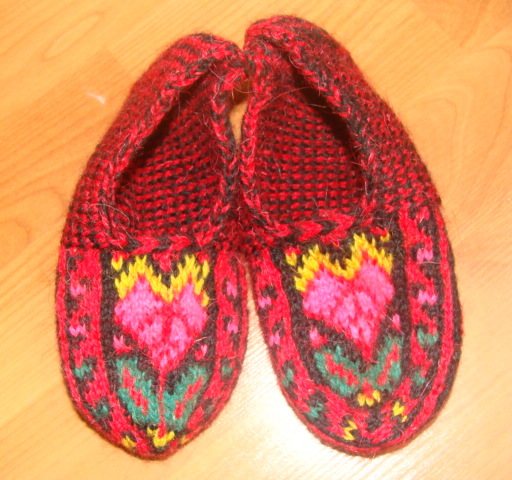

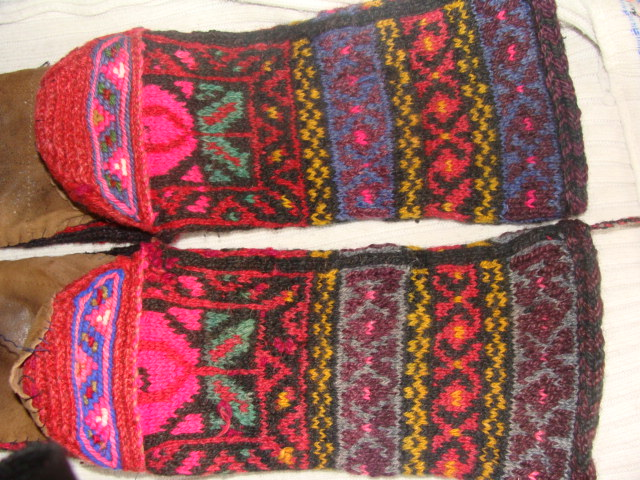
جرابات داغستانية.

الجُرابات هي جوارب محبوكة متعددة الألوان ذات أنماط معقدة. عادة ما ترتدى بطريقة تُظهر زخرفة غنية.

## التسمية
أصل كلمة جراب من كلمة (جورب) العربية.